# Too Good at Goodbyes
"Too Good at Goodbyes" é uma canção do cantor inglês Sam Smith, contida em seu segundo álbum de estúdio The Thrill of It All (2017). Foi composta pelo próprio em conjunto com Jimmy Napes, Tor Hermansen e Mikkel Eriksen. A faixa foi lançada em 8 de setembro de 2017, através da Capitol Records, servindo como o primeiro single do disco.

## Faixas e formatos
| Download digital |                        |         |  |
| N.º              | Título                 | Duração |  |
| 1.               | "Too Good at Goodbyes" | 3:21    |  |

## Desempenho nas tabelas musicais

### Posições
| Tabela musical (2017)               | Melhor posição |
| ----------------------------------- | -------------- |
| Estados Unidos (Adult Contemporary) | 27             |
| Estados Unidos (Adult Pop Songs)    | 26             |
| Estados Unidos (Pop Songs)          | 31             |

## Histórico de lançamento
| País           | Data                   | Formato                  | Gravadora |
| -------------- | ---------------------- | ------------------------ | --------- |
| Itália         | 8 de setembro de 2017  | Rádios mainstream        | Universal |
| Reino Unido    | 8 de setembro de 2017  | Rádios mainstream        | Capitol   |
| Estados Unidos | 12 de setembro de 2017 | Rádios mainstream        | Capitol   |
| Estados Unidos | 18 de setembro de 2017 | Rádios adult alternative | Capitol   |